# De kringwolken
De kringwolken is een  stripverhaal uit de reeks van Jerom.

## Locaties
Dit verhaal speelt zich af op de volgende locaties:
- Begijnhof, chemische installatie in hangar, Morotari-burcht

## Personages
In dit verhaal spelen de volgende personages mee:
- Jerom, tante Sidonia, Odilon, professor Barabas, president Arthur en andere leden van Morotari, Eulalie en andere begijnen, schilder, presentator op tv, betogers, directeur en zijn personeel

## Het verhaal
Tante Sidonia bezoekt met Jerom en Odilon een oud Begijnhof, erachter staan moderne wolkenkrabbers. Tante Sidonia ziet een schilder, hij houdt van de moderne gebouwen. De begijnen vinden dit vreselijk, vroeger stonden er mooie dennebomen rond het Begijnhof. Dan vliegen de bomen weg en Odilon volgt ze op de motor. De bomen worden vastgehouden door kringwolken. Deze wolken verslaan hem in een gevecht in de lucht en verdwijnen met de bomen. Jerom en Odilon vertellen dat Morotari zal helpen de bomen terug te vinden. Een menigte juicht om de heldendaden van Odilon en even later wordt hij ontvoerd door een kringwolk. Jerom neemt contact op met professor Barabas en op de Morotari-burcht horen de vrienden dat de kringwolken waarschijnlijk door chemische stoffen worden veroorzaakt.
Op tv vernemen de vrienden dat er weer een incident met kringwolken is. In een natuurreservaat verdwenen honderden eeuwenoude dennebomen. Er is nu plek voor een autosnelweg. Betogers hebben barricade opgeworpen en willen voorkomen dat er een snelweg wordt gebouwd. Jerom vliegt met de motor in de lucht en hoort van een vogel waar de bomen zijn. Jerom klimt op een boom en komt terecht in een grote hangar. Jerom verslaat enkele mannen en ontdekt een chemische installatie om de kringwolken te maken. Jerom wordt gegrepen door een kringwolk en komt bij Odilon terecht. De baas van de chemische installatie wil alle bomen uit grote steden verwijderen, zodat zijn wolkenkrabbers gebouwd kunnen worden. 
Odilon vertelt de man dat groene zones noodzakelijk zijn voor de gezondheid van bewoners en de man laat de kringwolken de bomen terugbrengen naar hun oorspronkelijke plek. Ook laat de man de kringwolken op de wolkenkrabbers los, ze worden in een eigen gebied geplaatst. De heilige rust keert terug in het oude Begijnhof en er wordt feest gevierd. Jerom en Odilon keren terug naar Morotari.